# 龐蒂亞克鎮區 (北達科他州卡斯縣)
龐蒂亞克鎮區（英語：Pontiac Township）是位於美國北達科他州卡斯縣的一個鎮區。

## 地方資料
龐蒂亞克鎮區的面積為93.02平方千米，當中陸地面積為90.96平方千米，而水域面積為2.06平方千米。根據2020年美國人口普查的數據，當地共有人口90人，而人口密度為每平方千米0.97人。